# Roger Moens
Roger Moens, född 26 april 1930 i Erembodegem, är en belgisk före detta friidrottare.
Moens blev olympisk silvermedaljör på 800 meter vid olympiska sommarspelen 1960 i Rom.